# 토요타 코로나 쿠페

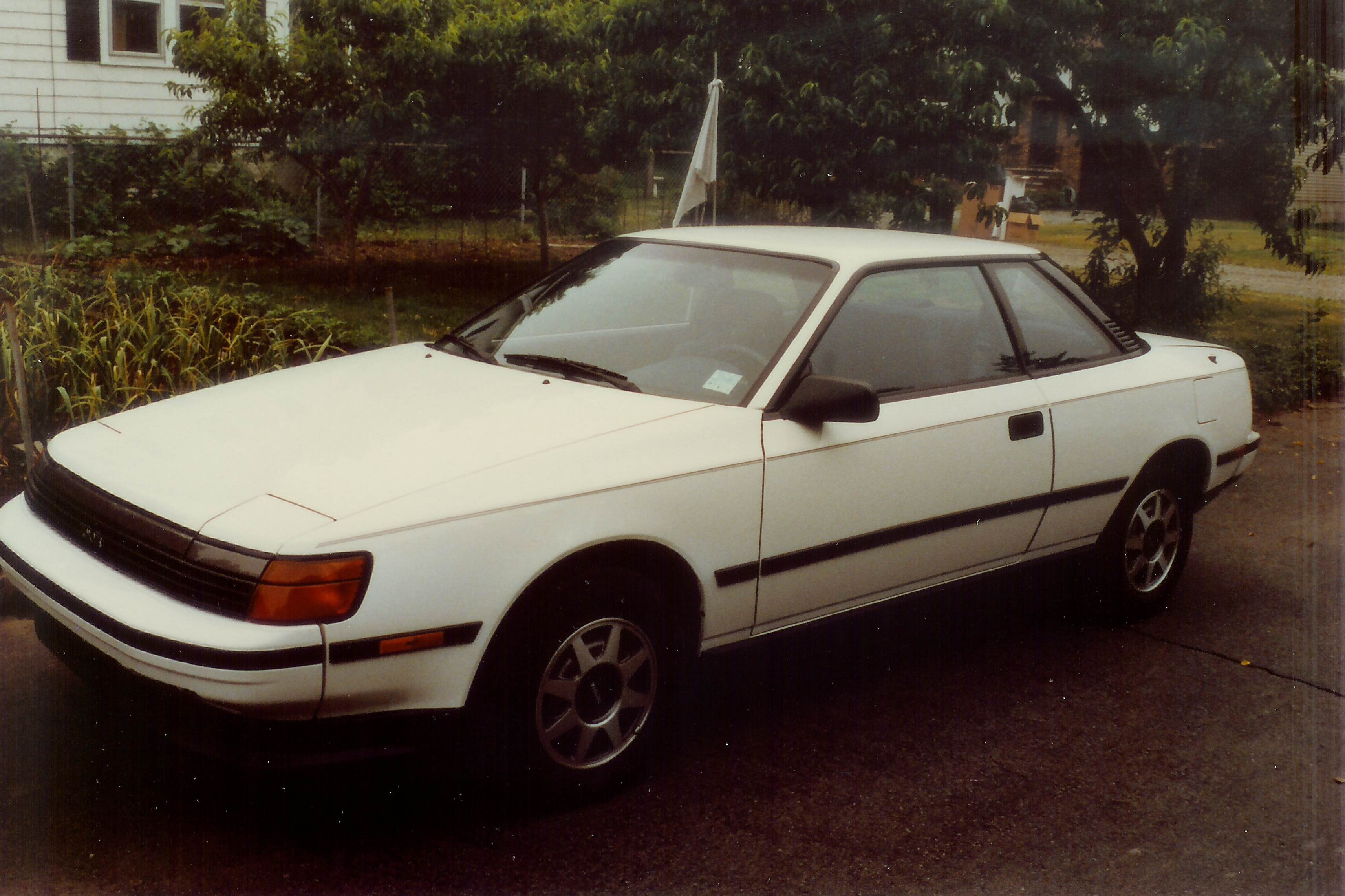
토요타 셀리카 정측면

토요타 셀리카(Toyota Corona Coupe)는 토요타 자동차에서 생산한 2도어 쿠페형 승용차이다. 코로나의 차명을 사용하나, 1985년 8월에 동시에 출시된 4세대 셀리카, 1세대 카리나 ED와 플랫폼을 공유하는 형제 차종으로서 기존의 코로나와는 전혀 별개의 차종이다. 7세대 코로나 2도어 하드 탑의 후속 차종으로, 전륜구동만 존재한다. 4세대 셀리카와 1세대 카리나 ED가 큰 인기를 끈 것에 비하여 코로나 쿠페는 존재감이 크지 않아 판매량이 높지 않았다. 사실상 4세대 셀리카의 2도어 쿠페이며, 일본을 제외한 국가에서는 셀리카로 판매되었다. 1989년 9월에 프레임리스 도어가 적용된 4도어 하드 탑 세단인 코로나 EXiV가 출시되어 단종되었다...